# 13916 Bernolák
13916 Bernolák là một tiểu hành tinh vành đai chính với chu kỳ quỹ đạo là 1388.1867620 ngày (3.80 năm).
Nó được phát hiện ngày 23 tháng 10 năm 1982.